# Hans Gál
Hans Gál, född 5 augusti 1890 i Brunn am Gebirge, Niederösterreich, död den 3 oktober 1987 i Edinburgh, var en österrikisk tonsättare, pedagog och musikhistoriker, även verksam som pianist och körledare. 1938 emigrerade han till Storbritannien.

## Biografi
Gál föddes 1890 i en judisk familj i den lilla byn Brunn am Gebirge, Niederösterreich, inte långt från Wien. 1909 utnämnde hans pianolärare Richard Robert (som även undervisade George Szell, Rudolf Serkin och Clara Haskil) honom till lärare när han blev rektor vid Neues Wiener Konservatorium. Mellan åren 1909 och 1913 studerade Gál musikhistoria vid Wiens universitet för musikhistorikern Guido Adler, som även publicerade Gáls doktorsavhandling om den unge Beethovens stil (Die Stileigentümlichkeiten des jungen Beethoven, 1916) i sin egen Studien zur Musikwissenschaft. Från 1909 till 1911 studerade Gál komposition privat för Eusebius Mandyczewski, som hade varit nära vän Johannes Brahms, och senare skulle de två redigera tio volymer av den kompletta utgåvan av Brahms verk, utgiven av Breitkopf & Härtel 1926. Mandyczewski blev som en "andlig fader" för honom.
1915 blev Gál prisad för sin första symfoni, även om han senare kasserade verket och flera andra som han hade komponerat vid tiden. Under Första världskriget tjänstgjorde han i Serbien, Karpaterna och Italien. Han återvände från kriget med en komplett opera, Der Arzt der Sobeide, vilken uppfördes i Breslau (nuvarande Wrocław) 1919 under ledning av dirigenten Julius Prüwer.
Efter Första världskriget blev den politiska situationen i Österrike extremt svår, förvärrad av en skenande inflation. Gál tilldelades tjänsten som lektor i musikteori (till en början oavlönad) vid Wiens universitet (en tjänst tidigare en gång innehavd av Anton Bruckner). Trots de ekonomiska svårigheterna gifte han sig med Hanna Schick (en släkting till filosofen och psykologen Wilhelm Jerusalem). Hans andra opera, Die heilige Ente (Den heliga ankan), hade premiär i Düsseldorf i april 1923 dirigerad av Szell och framfördes med framgång på över 20 teatrar. Tillsammans med hans tredje opera, Das Lied der Nacht, befäste den hans rykte. 1928 vann han "Columbia Schubert Centenary Prize" för sin Sinfonietta, senare omdöpt till hans Första symfoni. Året därpå, tack vare stödet från inflytelserika musiker såsom Wilhelm Furtwängler, Fritz Busch och Richard Strauss, utnämndes han till rektor vid Peter-Cornelius-Konservatorium i Mainz. De kommande tre åren blev de lyckligaste och mest produktiva i hans liv.

### Andra världskriget och tiden därefter
Nazisternas maktövertagande i Tyskland förde med sig att Gáls karriär i Mainz fick ett abrupt slut på grund av hans judiska härkomst. När Nazisterna tog över Mainz i mars 1933 avskedades Gál från sin tjänst och hans verk förbjöds i Tyskland. Hans fjärde opera, Die beiden Klaas, som skulle ha haft dubbelpremiär i Dresden och Hamburg, ställdes in och verket framfördes inte förrän 1990 då York Opera spelade den i en engelsk översättning. Tillsammans med sin familj återvände han till Wien, men det Tyska riket kastade sin skugga över landet och han kunde inte få någon fast anställning.
Omededlbart efter Anschluss 1938 flydde Gál till London med intentionen att emigrera till USA. Men han förblev i Storbritannien där han mötte musikern och forskaren Donald Tovey, som inbjöd honom att komma till Edinburgh, där Tovey undervisade vid universitetet. Där fanns inga permanenta tjänster för professorer, men Tovey lyckades hitta arbete till honom i slutet av 1938, och när kriget bröt ut 1939 flyttade familjen Gál permanent till Edinburgh. 1940 internerades han som "främmande flykting" i Huyton Camp nära Liverpool och Central Camp på Douglas, Isle of Man, från maj till september.
Efter frisläppandet återvände han till Edinburgh, där han skulle stanna resten av sitt liv. Under hela tiden hade han fortsatt att komponera och publicerade sin Andra symfoni 1942. Han blev förläsare i musikundervisning vid Edinburghs universitet 1945, där han undervisade fram till sin pensionering 1960.
I Edinburgh var han en aktad medlem av den lokala musikscenen och en av grundarna av Edinburgh International Festival 1947. Han fick Großer Österreichischer Staatspreis i Musik 1957, tilldelades Brittiska imperieorden 1964 och Österreichisches Ehrenzeichen für Wissenschaft und Kunst 1971.
Han avled i Edinburgh i oktober 1987 vid 97 års ålder.

## Musik
Gáls stil är fast rotad i den österrikiska-tyska traditionen, men i början av 1920-talet började han utveckla sitt eget musikaliska språk vilket han förblev trogen genom hela sin långa karriär. Han anammade aldrig rådande trender, inte heller övergav han sin tro på tonalitetens betydelse. Även om hans stil inte kan härledas till någon specifik källa kan man emellertid identifiera vissa särdrag specifikt besläktade med 1700-talets wienska kompositörer vars klarhet, formbarhet och lekfulla humor är basala ingredienser. Hans verk kombinerar romantisk intensitet med känslosam återhållsamhet, och  kromatikens harmonier och utökade tonalitet hos de tidiga föregångarna inom den seriella musiken med en Schubert-lik kärlek till melodi, integrerad med en polyfon textur som springer ur hans livslånga engagemang för J. S. Bachs verk.
Hans produktion var avsevärd: fler än 150 publicerade verk inom praktiskt taget alla genrer, inklusive fyra operor, fyra symfonier, fyra stråkkvartetter, två storskaliga kantater med orkester, andra orkesterverk, kammarmusik, 24 preludier och 24 fugor för piano, samt vokalverk av alla slag.

## Bortglömd efter kriget
Gáls musik fortsattes att spelas regelbundet på konserter omedelbart åren efter andra världskriget tack vare hjälpen från kollegor som dirigenten Rudolf Schwarz musikern Otto Schmidtgen. Allteftersom åren gick och Gáls vänner slutade arbeta föll hans musik i nästan total glömska. Processen påskyndades av ett skifte inom BBCs programpolicy: från 1960-talet och framåt favoriserade radion enbart musik inom avantgarde eller tolvtonsteknik.

## 2000-talets återuppväckelse
I början av 2000-talet uppstod ett nytt intresse för Gáls musik. Hans diskografi består nu av fyra symfonier (Kenneth Woods och Orchestra of the Swan), den kompletta pianomusiken (Leon McCawley), de kompletta stråktrios (Ensemble Epomeo), konserterna och concertinorna för violin, cello och piano (soloister Annette-Barbara Vogel, Matthew Sharp och Sarah Beth Briggs med dirigenten Kenneth Woods och English Symphony Orchestra och Royal Northern Sinfonia), cellokonserten (Antônio Meneses) och de kompletta stråkkvartetterna (Edinburgh Quartet), liksom flera kammarverk. Bland de senaste utgåvorna återfinns Gáls första opera Das Lied der Nacht.
Gál var BBC Radio 3s Composer of the Week i maj 2014.
Sedan 2016 har Universität für Musik und darstellende Kunst Wien bevarat kompositörens musikarv liksom omfattande privat och yrkesmässig korrespondens med förläggare, radiostationer, kollegor och vänner.

## Böcker
- Anleitung zum Partiturlesen. Vienna: Philharmonischer Verlag, 1923. English edition: Directions for Score Reading. London, 1924.
- The Golden Age of Vienna. London: Parish, 1948.
- Johannes Brahms. Werk und Persönlichkeit. Frankfurt am Main: Fischer, 2nd edn. 1980. English edition: Brahms: his Work and Personality. New York: Knopf, 1963 / London: Severn House, 1975.
- Richard Wagner. Versuch einer Würdigung. Frankfurt am Main: Fischer, 1963. English edition: Richard Wagner. London: Gollancz / New York: Stein & Day, 1976.
- The Musician's World. Great Musicians in their Letters. London: Thames & Hudson, 1965.
- Franz Schubert oder die Melodie. Frankfurt am Main: Fischer, 1970. English edition: Franz Schubert and the Essence of Melody. London: Gollancz, 1974.
- Drei Meister – drei Welten. Brahms, Wagner, Verdi. Frankfurt am Main: Fischer, 1975.
- Brahms: Briefe. Ed. by Hans Gál. Frankfurt am Main: Fischer, 1979.
- Schumann Orchestral Music. London: BBC, 1979.
- Giuseppe Verdi und die Oper. Frankfurt am Main: Fischer, 1982.
- Musik hinter Stacheldraht (Music behind Barbed Wire), edited by Eva Fox-Gál. Bern: Peter Lang, 2003. (Hans Gál's internment diary from summer 1940. In German – includes CD of the Huyton Suite and What a Life!. English translation in press.)

## Verk (i urval)

### Operor
- Op. 4 Der Arzt der Sobeide (1917–18)
- Op. 15 Die heilige Ente (1920–1)
- Op. 23 Das Lied der Nacht (1924–5)
- Op. 42 Die beiden Klaas (1932–3)

### Orkesterverk
- Op. 3b Serbische Weisen (1937)
- Op. 20 Ouvertüre zu einem Puppenspiel (1923)
- Op. 30 Symfoni Nr. 1 D-Dur (1927)
- Op. 36 Ballet Suite Scaramuccio (1929)
- Op. 38 Der Zauberspiegel. Orkestersvit (1930)
- Op. 42b Burleske. Från Die beiden Klaas: intro. till Akt 3. (1933)
- Op. 45 A Pickwickian Overture (1939–44)
- Op. 46 Serenad för stråkorkester (1937)
- Op. 48 Lilliburlero. Improvisations on a martial melody (1945)
- Op. 53 Symfoni Nr. 2 i F-Dur (1942–3)
- Op. 54 Kaledonische Suite. Skotska melodier för liten orkester (1949)
- Op. 62 Symfoni Nr. 3 i A-Dur (1951–2)
- Op. 66 Biedermeiertänze fyra stycken i 3/4-takt för stor mandolinorkester (1954)
- Op. 69 Mäander orkestersvit (1954–5)
- Op. 73 Music for String Orchestra (1957)
- Op. 79 Idyllikon fyra satser för liten orkester (1958–9)
- Op. 81 Sinfonietta Nr. 1 för mandolinorkester, gitarr & bas (1961)
- Op. 86 Sinfonietta Nr. 2 för mandolinorkester (1966)
- Op. 100 Triptych tre satser för orkester (1970)
- Op. 105 Symfoni Nr. 4, sinfonia concertante för flöjt, klarinett, violin, cello och orkester (1974)
- Promenadenmusik för militärband (1926)
- Capriccio för mandolinorkester (1973)
- Hugo Wolf: Corregidor, Orkestersvit arrangerad av Hans Gál

### Konserter
- Op. 39 Konsert för violin och liten orkester (1932)
- Op. 43 Concertino för piano och stråkorkester (1934)
- Op. 52 Concertino för violin och stråkorkester (1939)
- Op. 55 Concertino för orgel och stråkorkester (1948)
- Op. 57 Konsert för piano och orkester (1948)
- Op. 67 Konsert för cello och orkester (1944–49)
- Op. 82 Concertino för blockflöjt/Flöjt och stråkkvartett
- Op. 87 Concertino för cello och stråkorkester (1966)
- Op. 102a/b Svit för Altsaxofon/Viola och piano eller orkester (1949–50)
- Op. 105 Symfoni Nr. 4 Sinfonia concertante för flöjt, klarinett, violin, cello och orkester (1974)

### Verk för soloinstrument med eller utan piano
- Op. 6 Svit för cello och piano (1919)
- Op. 17 Sonata i b-moll för violin och piano (1920)
- Op. 56 Svit för violin och piano (1942)
- Op. 56a Partita för mandolin och piano (1935)
- Op. 71 Tre sonatiner för violin och piano (1956–7)
- Op. 84 Sonata för klarinett och piano (1964)
- Op. 85 Sonata för oboe och piano (1965)
- Op. 89 Sonata för cello och piano (1953)
- Op. 101 Sonata i A-Dur för viola och piano (1941)
- Op. 102a/b Svit för viola/Altsaxofon och piano eller orkester (1949–50)
- Op. 103 Tre Intermezzi för blockflöjt/Flöjt och cembalo/piano (1974)
- Op. 109a Sonata för solocello (1982)
- Op. 109b Svit för solocello (1982)
- Sonata i D för violin och piano (1933)
- Två skotska rapsodier för cello och piano (1960)

### Kammarmusik för stråkar
- Op. 10 Feö intermezzi for stråkkvartett (1914)
- Op. 16 Stråkkvartett I i f-moll (1916)
- Op. 35 Stråkkvartett II i a-moll (1929)
- Op. 41 Serenad för violin, viola och cello (1932)
- Op. 60b Improvisation, Variations and Finale on a theme by Mozart för stråkkvartett (1934)
- Op. 90(2) Divertimento för violin och cello (1967)
- Op. 90(3) Divertimento för violin och viola (1969)
- Op. 95 Stråkkvartett III (1969)
- Op. 99 Stråkkvartett IV (1970)
- Op. 104 Trio i fiss-moll för violin, viola d'amore (viola) och cello (1971)

### Övrig kammarmusik
- Op. 9 Variationen über eine Wiener Heurigenmelodie (Variations on a Viennese Heurigen melody) for Violin, Cello and Piano (1914)
- Op. 13 Piano Quartet (B-flat major) (1914)
- Op. 18 Piano Trio (E major). For Violin, Cello and Piano (1923)
- Op. 22 Divertimento for Flute, Oboe, two Clarinets, Trumpet, two Horns and Bassoon (1924)
- Op. 49a Little Suite for 2 violins and cello (piano ad lib.) (1947–8)
- Op. 49b Trio for violin (flute, oboe), cello and piano (1949)
- Op. 59a Sonatina for 2 mandolins (1952)
- Op. 59b Suite for 3 mandolins (1952)
- Op. 60 Improvisation, Variations and Finale on a theme by Mozart for mandolin, violin, viola and liuto (1934)
- Op. 68a Suite for recorder and violin (1964–5)
- Op. 68b Six two-part inventions for descant and treble recorder (1957)
- Op. 68c Divertimento for 2 treble recorders and guitar (1957)
- Op. 78 Quartettino for recorder quartet (2 descant, treble (or tenor), tenor (or bass)) (1960)
- Op. 80 Divertimento for mandolin with harp or piano (1957)
- Op. 80b Divertimento for flute, viola and harp. (1967)
- Op. 82 Concertino for treble recorder (flute) and string quartet (1961)
- Op. 88 Trio-Serenade for treble recorder/flute, violin and cello (1966)
- Op. 90(1) Divertimento for bassoon and cello (1958)
- Op. 92 Huyton Suite for flute and 2 violins (1940)
- Op. 93 Serenade for clarinet, violin and cello (1935)
- Op. 94 Trio for oboe, violin and viola (1941)
- Op. 96 Sonata for two violins and piano (1941)
- Op. 97 Trio for violin, clarinet and piano (1950)
- Op. 98 Divertimento for three recorders (1970)
- Op. 107 Quintet for clarinet and string quartet (1977)
- Quartet in A for violin, viola, violoncello and piano (left hand) for Paul Wittgenstein (1926)

### Vokalverk – soloröst
- Op. 21 Zwei geistliche Gesänge (Two sacred songs) for soprano, organ and viola da gamba or cello (1923)
- Op. 33 Five songs for middle voice and piano (or harp nos. 4 & 5) (1917–21)
- Op. 44 Nachtmusik (Night Music) for soprano solo, male voices (TTBB), flute, cello and piano (Grimmelshausen) (1933)

### Vokalverk – blandade röster
- Op. 19 Motette (Motet) for mixed choir (SSAATTBB) a cappella (1914)
- Op. 26 Requiem for Mignon for baritone, 2 choirs (SA, SATB), organ and orchestra (1922)
- Op. 27 Epigrams 5 madrigals for mixed choir (8 parts) a cappella (1926)
- Op. 37 Drei Gesänge (Three songs) for mixed choir a cappella (1929–30)
- Op. 50 De Profundis cantata to German barock poems, for four soloists (SATB), mixed choir and orchestra (1936–7)
- Op. 51 Four Madrigals to Elizabethan poems for mixed choir (SATB) a cappella (Nos.1, 2, 3 also for female choir a cappella Op. 51a) (1939)
- Op. 61 Four part-songs for mixed choir a cappella (1953)
- Op. 70 Lebenskreise (Life Cycles). Symphonic cantata to poems by Hölderlin and Goethe, for 4 soloists, mixed choir and orchestra (1955)
- Four British folk-songs arr. for mixed choir (SATB) a cappella (English/German)

### Vokalverk – damkör
- Op. 1 Von ewiger Freude (Of Eternal Joy) cantata for four female voices and double female choir, with organ and two harps (1912)
- Op. 2 Vom Bäumlein, das andere Blätter hat gewollt (The Tree that Wanted Different Leaves) (Friedrich Rückert) for alto solo, six-part female choir and small orchestra (1916)
- Op. 5 Phantasien (Fantasies): three songs to poems by Rabindranath Tagore for alto solo, female choir, clarinet, horn, harp (piano) and string quartet (string orchestra) (1919)
- Op. 12 Three Songs for 3- and 4-part women's choir with Piano (1910–13)
- Op. 25 Herbstlieder (Autumn Songs) five songs for 4-part women's choir (SSAA) a cappella (1918–25)
- Op. 31 Three Songs to poems by R.M.Rilke for three female voices or 3-part women's choir with piano (1928)
- Op. 47 Summer Idylls (Stille Lieder) four songs for women's choir a cappella (1935)
- Op. 75 Jugendlieder (Songs of Youth) five songs for female voices a cappella (1959)
- Op. 76 A Clarion Call for double female choir a cappella (1959)
- Op. 77 Of a Summer Day lyrical suite for 3-part female choir with (mezzo)soprano solo and string orchestra (1951)

### Vokalverk – manskör
- Op. 11 Three Songs for 3- and 4-part Male-Voice Choir with piano (or small orchestra) (1910–11)
- Op. 34 Drei Porträtstudien (Three Portrait Studies). (Wilhelm Busch). For 4-part male voice choir with piano (1929)
- Op. 40 Three Idylls (Wilhelm Busch). For 4-part male-voice choir (TTBB) with piano (1934)
- Op. 44 Nachtmusik (Night Music). (Grimmelshausen). For soprano solo, male voices (TTBB), flute, cello and piano (1933)
- Op. 63 Two songs for 4-part male-voice choir a cappella (1954)
- Op. 72 Satirikon four aphorisms for 4 male voices (TTBB) a cappella (1937–58)
- Op. 91 Spätlese six songs for male-voice choir (TTBB) a cappella (1966/67)
- Drei deutsche Volkslieder (Three German folksongs) arr. for male-voice choir (TTBB) a cappella

### Klavermusik
- Op. 3 Serbische Weisen (Serbian Dances) for piano duet (4 hands) (1916)
- Op. 7 Drei Skizzen (Three sketches) for piano (1910–11)
- Op. 24 Suite for piano (1922)
- Op. 28 Sonata for piano (1927)
- Op. 29 Toccata for organ (1928)
- Op. 43 Concertino for piano and string orchestra (1934)
- Op. 55 Concertino for organ and string orchestra (1948)
- Op. 57 Concerto for piano and orchestra (1948)
- Op. 58 Two Sonatinas for piano (1951, 1949)
- Op. 64 Three Small Pieces for piano (1933)
- Op. 65 Three Preludes for piano (1944)
- Op. 74 Drei Marionetten (Three Marionettes)
- Op. 83 Twenty-four Preludes for piano (1960)
- Op. 108 Twenty-four Fugues for piano (1979–80)
- A Pastoral Tune for piano (6 hands) (1953–54)
- Kleine Suite (Little Suite) for harpsichord or piano (1962)
- Phantasia, Arioso and Capriccio for organ
- Prelude and Fugue in A-flat for organ
- Three Impromptus for two pianos (1940)

### Verk för blockflöjt
- Op. 68a Suite for recorder and violin (1954–5)
- Op. 68b Six two-part inventions for descant and treble recorder (1957)
- Op. 68c Divertimento for 2 treble recorders and guitar (1957)
- Op. 78 Quartettino for recorder quartet: 2 descant, treble (or tenor), tenor (or bass) (1960)
- Op. 82 Concertino for treble recorder/flute and string quartet (string orchestra or piano) (1961)
- Op. 88 Trio-Serenade for treble recorder/flute, violin and cello (1966)
- Op. 98 Divertimento for 3 recorders (descant, treble and tenor) (1970)
- Op. 103 Three Intermezzi for treble recorder/flute and harpsichord or piano (1974)
- Op. 110a Four Bagatelles for treble recorder solo (1983)
- Intrata Giocosa for descant, treble and tenor recorders, two violins and cello (double bass ad lib) (1958

### Verk för mandolin
- Op. 56a Partita for mandolin and piano (1935)
- Op. 59a Sonatina for 2 mandolins (1952)
- Op. 59b Suite for 3 mandolins (1952)
- Op. 60 Improvisation, Variations and Finale on a theme by Mozart For mandolin, violin, viola and liuto (1934)
- Op. 66 Biedermeiertänze (Biedermeier Dances). Four pieces in 3/4 time for large mandolin orchestra (1954)
- Op. 80 Divertimento for mandolin and harp (1967)
- Op. 81 Sinfonietta No. 1 for mandolin orchestra, guitar & bass (1961)
- Op. 86 Sinfonietta No. 2 (E minor) for mandolin orchestra. (1966)
- Capriccio for mandolin orchestra (1973)
- Lyrical Suite for soprano solo, flute and string quartet (flute, mandolin and string trio) to Browning's Pippa Passes (1934)